# Marietta Alboni

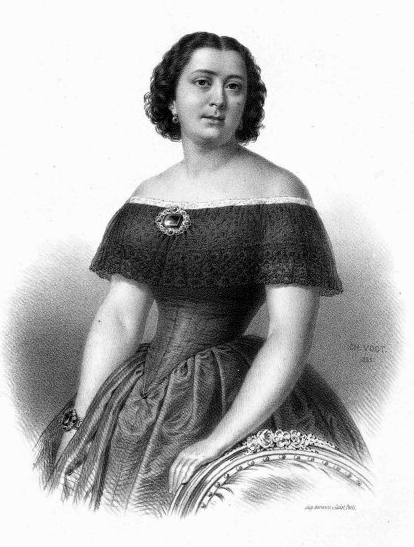
Marietta Alboni, 1855.

Marietta Alboni, född 6 mars 1826, död 23 juni 1894, var en italiensk altsångerska.
Alboni, som var elev till bland andra Gioacchino Rossini, debuterade 1843 som Orsini i Gaetano Donizettis Lucrezia Borgia. Hon firade efter 1847 en rad triumfer i gamla och nya världen. Marietta blev 1854 gift med greve Carlo Pepoli.